# Vermont Green FC
El Vermont Green FC es un equipo de fútbol de Estados Unidos que juega en la USL League Two, la cuarta división nacional.

## Historia
Fue fundado el 12 de octubre de 2021 en la ciudad de Burlington, Vermont luego de que fuera anunciado como el equipo más joven de la USL League Two para la temporada 2022. El logo del club fue diseñado por uno de sus cofundadores Matthew Wolff,. diseñador gráfico conocido por sus trabajos el diferenters logos de equipos deportivos y uniformes.
El club está basado en un modelo verde vinculado a la ecología llamado Justicia Ambiental, tanto así que sus productos son hechos con material reciclado.